# Centipede Hz
Centipede Hz – dziewiąty album studyjny amerykańskiego zespołu Animal Collective, wydany 4 września 2012 roku przez wytwórnię Domino. Płytę nagrano razem z gitarzystą Deakinem, który był nieobecny przy tworzeniu poprzedniego krążka grupy, Merriweather Post Pavilion z 2009.

## Wydanie i odbiór
Album otrzymał pozytywne recenzje, zdobywając 75/100 punktów na stronie Metacritic, choć krytycy zaznaczali, że odchodzi on od popowych melodii poprzednika na rzecz eksperymentu (rock psychodeliczny, garage rock, muzyka awangardowa, zespoły Pink Floyd, Portishead, Ze Ramalho, We the People, Milton Nascimento, jak wymieniali członkowie zespołu.

## Wydanie
Plany wydania albumu ogłoszono 13 maja 2012 r., choć spora część utworów była już grana podczas trasy koncertowej w 2011 roku. W lipcu grupa uruchomiła własne „Centipede Radio”, w którym nadawała fragmenty swojego albumu w cotygodniowej audycji. Podczas pierwszej transmisji pojawił się singiel „Today’s Supernatural”. 19 sierpnia nadano płytę w całości wraz z animacjami do każdej z piosenek.

## Lista utworów
1. „Moonjock” – 5:04
2. „Today’s Supernatural” – 4:18
3. „Rosie Oh” – 2:57
4. „Applesauce” – 5:34
5. „Wide Eyed” – 5:00
6. „Father Time” – 4:35
7. „New Town Burnout” – 6:01
8. „Monkey Riches” – 6:46
9. „Mercury Man” – 4:18 (zawiera sampel z utworu „Invasion” King Tubby)
10. „Pulleys” – 3:31
11. „Amanita” – 5:39

## Twórcy

### Animal Collective
- Avey Tare – wokal, syntezator, fortepian, gitara, sampler, sekwencer, perkusja
- Panda Bear – wokal, bębny, sampler, perkusja
- Deakin – wokal, gitara barytonowa, sampler, perkusja
- Geologist – sampler, syntezator, fortepian, perkusja

### Pozostali muzycy
- Dave Scher – gitara hawajska (2, 7 and 10), harmonijka klawiszowa(3)
- Riverside Middle School Choir – vocals (6 i 7)

### Twórcy nagrań
- Animal Collective – producent
- Ben H. Allen III – asystent nagrywania, inżynier dźwięku, miksowanie
- Manuel Calderon – asystent nagrywania
- Rob Skipworth – asystent nagrywania
- Brad Truax – asystent nagrywania
- Joe D’Agostino – asystent nagrywania
- Sumner Jones – asystent nagrywania
- Alex Tumay – asystent nagrywania
- Joe Lambert – mastering

### Oprawa graficzna
- Dave Portner – fotografia, okładka
- Abby Portner – okładka
- Rob Carmichael - okładka
- @Atibaphoto – fotografia

## Notowania
- Billboard 200: 16[6]
- UK Albums Chart: 55[7]